# Maurício Nasser
Maurício Miguel Nasser Abrão (Andradina, 15 de novembro de 1952) é um político brasileiro. Exerceu o mandato de deputado federal constituinte em 1988, representando o estado do Paraná. O deputado federal fez parte do Centrão, grupo com perfil de centro em direita, criado no final do primeiro ano da Constituinte de 1997-1988, a fim de dar apoio ao presidente da época, José Sarney. Morreu em 15 de novembro de 1992, aos 40 anos.

## Biografia
Maurício Miguel Nasser Abrão nasceu em Andradina, interior de São Paulo, em 15 de novembro de 1952, filho de Nayme Abrão Nasser e Miguel Nasser. Mudou-se para o Paraná, onde estudou economia e se formou na Faculdade de Estudos Sociais do Paraná, em Curitiba. Ele foi associado do Sindicato dos Corretores de Imóveis do Paraná, em 1980. Depois, em 1983, participou do seminário internacional Marketing, Política e Ação para Melhores Resultados, no Management Center do Brasil, em São Paulo.

## Vida política
Em 1986, candidatou-se pela primeira vez a deputado federal constituinte pelo Partido do Movimento Democrático Brasileiro (PMDB). O estreante obteve a segunda maior votação do partido, contabilizando 95 mil votos. Frente aos números, foi acusado pelos companheiros de partido de ter gastado mais de cinco milhões de dólares em sua campanha eleitoral. Além de ter comprado votos na periferia de curitiba a partir da construção de um templo em uma dos bairros da região. Frente a isso, na véspera da diplomação dos deputados eleitos, em 18 de dezembro de 1986, Nasser teve seu registro cassado pelo Tribunal Regional Eleitoral do Paraná. O deputado foi acusado, pelo Partido Democrático Trabalhista (PDT) e pelo Partido da Juventude (PJ), de abuso do poder econômico. Maurício Miguel Nasser Abrão, entretanto, tomou posse de seu cargo em 1º de fevereiro de 1987, depois de recorrer e do Tribunal Superior Eleitoral acatar seu pedido e fornecer uma liminar, conferindo ao político o direito de participar do Legislativo. Ele foi julgado pelo Tribunal Superior Eleitoral em 28 de agosto de 1998 e, por unanimidade, foi confirmada sua diplomação por falta de consistências nas denúncias apresentadas.